# Blågöl (Lenhovda socken, Småland)
Blågöl är en sjö i Uppvidinge kommun i Småland och ingår i Alsteråns huvudavrinningsområde.